# Момпео
Момпео (итал. Mompeo) је насеље у Италији у округу Ријети, региону Лацио.
Према процени из 2011. у насељу је живело 208 становника. Насеље се налази на надморској висини од 445 м.

## Становништво
Према резултатима пописа становништва 2011. у општини је живело 534 становника.
| 1936. | 1951. | 1961. | 1971. | 1981. | 1991. | 2001. | 2011. |
| ----- | ----- | ----- | ----- | ----- | ----- | ----- | ----- |
| 884   | 923   | 757   | 672   | 604   | 581   | 563   | 534   |